# Eulophia friderici
Eulophia friderici là một loài thực vật có hoa trong họ Lan. Loài này được (Rchb.f.) A.V.Hall mô tả khoa học đầu tiên năm 1965.